# Ryszard Hayn
Ryszard Hayn (ur. 24 lipca 1944 w Egeln w Niemczech) – polski polityk, nauczyciel, podpułkownik Milicji Obywatelskiej, poseł na Sejm III i IV kadencji.

## Życiorys
Ukończył w 1967 studia na Wydziale Filologicznym Uniwersytetu im. Adama Mickiewicza w Poznaniu, następnie uzyskał stopień doktora nauk humanistycznych. Od 1966 do rozwiązania należał do Polskiej Zjednoczonej Partii Robotniczej. Pełnił funkcję I sekretarza POP PZPR przy WUSW w Lesznie. W latach 1968–1990 pracował jako funkcjonariusz Milicji Obywatelskiej w Gnieźnie i Poznaniu oraz Komendy Wojewódzkiej MO i Wojewódzkiego Urzędu Spraw Wewnętrznych w Lesznie. W latach 90. został nauczycielem liceum ogólnokształcącego w Lesznie, był także radnym miejskim (m.in. przewodniczył radzie miejskiej). W latach 1996–1997 pełnił funkcję prorektora Wyższej Szkoły Marketingu i Zarządzania w Lesznie.
Z ramienia Sojuszu Lewicy Demokratycznej od 1997 do 2005 pełnił funkcję posła na Sejm III i IV kadencji wybranego w 2001 w okręgu kaliskim. W latach 2003–2005 był przewodniczącym Komisji Edukacji, Nauki i Młodzieży.
W 2005 i 2007 bez powodzenia kandydował w wyborach parlamentarnych odpowiednio z listy SLD i koalicji Lewica i Demokraci. W 2006 ponownie został radnym Leszna. Został także nauczycielem akademickim w Wyższej Szkole Humanistycznej im. Króla Stanisława Leszczyńskiego w Lesznie i Państwowej Wyższej Szkole Zawodowej im. Jana Amosa Komeńskiego w Lesznie oraz wykładowcą i dziekanem Wydziału Prawa i Komunikacji Społecznej w Wyższej Szkole Umiejętności Społecznych w Poznaniu. W 2010 i w 2014 utrzymywał mandat radnego na kolejne kadencje, rezygnując z niego w 2017.